# Ultra Beatdown
Ultra Beatdown —en español: Ultra paliza— es el cuarto álbum de estudio de DragonForce, banda británica de power metal, presentado el 20 de agosto de 2008 en Japón mediante JVC y mundialmente el 26 de agosto mediante Roadrunner Records y Universal Music.
Es el último disco con ZP Theart como vocalista, y el primero con Frédéric Leclercq como bajista.

## Desarrollo
El 4 de julio de 2008 la banda presentó el sencillo "Heroes of Our Time" en su MySpace. El 8 de julio de 2008 fue presentado el video oficial de la canción "Heroes of Our Time" en su MySpace. Las canciones "Heatbreak Armaggeddon", "The Fire Still Burns" y "A Flame for Freedom" fueron reproducidas en la "106.1 Rock Radio" durante una entrevista con ZP Theart el 15 de julio de 2008. El 14 de agosto de 2008 el álbum estuvo disponible para "pre-order" (pedido anticipado) en el mercado de la página oficial de DragonForce. El 18 de agosto el álbum estuvo disponible para ser escuchado en su MySpace oficial.

## Sonido
Antes de la presentación del disco, los miembros de la banda fueron entrevistados para saber la estructura y sonido del mismo. Totman, Theart y Li generalmente dijeron que el sonido de Ultra Beatdown no difería mucho de sus discos anteriores, pero que incursionaron en nuevas categorías.
Sam Totman (Traducción tentativa):

Mayormente no será diferente, pero esperamos que las melodías sean más agradables, los solos de guitarras sean mejores, y que la producción sea mejor. Tratamos de mejorar en cada aspecto.

ZP Theart (Traducción tentativa):

No hay mucho cambio, y sin embargo ahí esta. Los últimos tres álbumes han estado muy enfocados en las guitarras, y este probablemente también lo esté, pero quise tratar de dar nuevos colores al aspecto vocal.

Herman Li (Traducción tentativa):

Las bandas siempre dicen "nuestro nuevo disco es más rápido y fuerte", y eso nunca es verdad, por eso no lo diremos. Pero tocar rápido es lo que hacemos. La gente que dice que tocamos muy rápido esta probablemente en lo correcto, pero ¿qué se supone? Hay un millón de bandas que tocan lento. La gente escucha DragonForce y va a las presentaciones en vivo porque saben que hacemos algo que otras bandas no hacen.

## Giras
DragonForce inició el Ultra Beatdown World tour el 25 de septiembre de 2008, en Oxford junto a la banda Turisas. La gira de Estados Unidos/Canadá también fue acompañada por Powerglove, quien acompañó en casi todo el tour, hasta abril de 2009, donde se sumaron en varios países las bandas Dååth y Cynic.
La banda planeo presentar un DVD en vivo en verano de 2009, que comenzó cuando mostraron una serie de videos titulados "DragonForce TV", que mostraba imágenes en fotos de las giras y las presentaciones de Graspop 2009 y Loudpark 2009. El DVD del que se hablaba nunca fue presentado debido al poco tiempo del que disponían durante las giras. La temporada 1 del "DragonForce TV" fue mostrada durante el descanso de algunas de las últimas presentaciones de la gira, entre Latinoamérica y Norteamérica. Como el DVD nunca se presentó, la banda grabó los audios de cada presentación en la parte final de la gira mundial para hacer de los mejores un álbum compilatorio en vivo. 
Herman Li dijo en una entrevista en 2010:
"La idea era grabar cada presentación de la parte final de la gira, por eso tomamos las mejores versiones de cada canción sin necesidad de ningún cambio o mejora de estudio, y mantuvimos el "LIVE" como todos los clásicos discos de metal en vivo.
"Estas grabaciones realmente captan la energía sónica de las presentaciones de DragonForce en detalles muy finos. Es tan agradable que puedan escuchar el ruido de la muchedumbre y experimentar la presentación como si estuvieran ahí en esa noche, ¡pueden escuchar como trabajan los pedales de las guitarras!"
El anuncio oficial del disco se hizo el 22 de junio de 2010, y se titularía "Twilight Dementia (Live)". El mismo fue presentado en septiembre de 2010.

## Listado de temas
| N.º | Título                    | Letras             | Música                      | Duración |  |
| 1.  | «Heroes of Our Time»      | Totman, Li         | Totman                      | 7:13     |  |
| 2.  | «The Fire Still Burns»    | Totman, Theart     | Totman                      | 7:52     |  |
| 3.  | «Reasons to Live»         | Totman, Li         | Pruzhanov, Totman, Leclercq | 6:25     |  |
| 4.  | «Heartbreak Armageddon»   | Totman, Li         | Li, Totman, Leclercq        | 7:42     |  |
| 5.  | «The Last Journey Home»   | Totman, Theart     | Totman                      | 8:15     |  |
| 6.  | «A Flame for Freedom»     | Totman             | Totman                      | 5:20     |  |
| 7.  | «Inside the Winter Storm» | Totman, Theart     | Totman                      | 8:11     |  |
| 8.  | «The Warrior Inside»      | Totman, Li, Theart | Pruzhanov, Totman           | 7:14     |  |

| Special edition bonus tracks |                                                                     |                    |                     |          |  |
| N.º                          | Título                                                              | Letras             | Música              | Duración |  |
| 9.                           | «Strike of the Ninja» (Cover of "Feel the Fire" by Shadow Warriors) | Totman, Theart     | Totman              | 3:18     |  |
| 10.                          | «Scars of Yesterday»                                                | Totman, Li, Theart | Pruzhanov, Leclercq | 7:49     |  |

| Japanese Edition bonus tracks |                                |        |        |          |  |
| N.º                           | Título                         | Letras | Música | Duración |  |
| 11.                           | «E.P.M. (Extreme Power Metal)» |        |        | 7:24     |  |

| Special edition DVD track listing |                                  |          |  |
| N.º                               | Título                           | Duración |  |
| 1.                                | «The Making of Ultra Beatdown»   | 15:16    |  |
| 2.                                | «The Making of the E-Gen Guitar» | 9:35     |  |

## Formación
- Herman Li: guitarra eléctrica líder y rítmica, voz de acompañamiento.
- Sam Totman: guitarra eléctrica líder y rítmica, voz de acompañamiento.
- ZP Theart: voz
- Vadim Pruzhanov: teclados, piano, voz de acompañamiento.
- Dave Mackintosh: batería, voz de acompañamiento.
- Frédéric Leclercq: bajo, voz de acompañamiento.

## Músicos adicionales
- Clive Nolan: Coros.

## Producción
- Karl Groom: Mixes e ingeniería.
- Mike Jussila: Ensamblado.
- Android Jones: Arte del disco.
- Matt Read: Diseño gráfico.
- Frank Strine y DragonForce: Collage de fotos.
- Paul Harries: Fotos.
- Steve McTaggart: Mánager.
- Josh Kline: Representante en Norteamérica (North America, with the Agency Group USA Ltd.).
- Paul Bolton: Representante en Reino Unido (United Kingdom, with Helter Skelter Agency Ltd.).
- John Walsh y Bruce Reiter: Managers de giras.
- Penny Ganz: Representante legal (P Ganz & Co. London).
- Mark Howe: Mánager de negocios (Entertainment Accounting International Ltd.)
- Ron Zeelens: Visas (RAZco Visa's, New York).